# Seiichi Kawamura
Seiichi Kawamura, 11 mai 1881 - 11 mars 1946 est un mycologue japonais.
Kawam. est l’abréviation botanique standard de Seiichi Kawamura.
Consulter la liste des abréviations d'auteur en botanique ou la liste des plantes assignées à cet auteur par l'IPNI, la liste des champignons assignés par MycoBank, la liste des algues assignées par l'AlgaeBase et la liste des fossiles assignés à cet auteur par l'IFPNI.
- Notices d'autorité :   - VIAF
  - ISNI
  - BnF (données)
  - IdRef
  - LCCN
  - Italie
  - Japon
  - CiNii
  - WorldCat